# Margaretamys
A Margaretamys az emlősök (Mammalia) osztályának a rágcsálók (Rodentia) rendjébe, ezen belül az egérfélék (Muridae) családjába tartozó nem.

## Rendszerezés
A nembe az alábbi 4 faj tartozik:
- Margaretamys beccarii Jentink, 1880 - típusfaj
- Margaretamys christinae Mortelliti et al., 2012
- Margaretamys elegans Musser, 1981
- Margaretamys parvus Musser, 1981